# Adão da Silva
Adão (* 5. Juli 1957 in Bissau, damals Portugiesisch-Guinea, heute Guinea-Bissau; mit vollem Namen Adão da Silva) ist ein ehemaliger portugiesischer Fußballspieler. Der Abwehrspieler stand den größten Teil seiner Karriere lang bei Boavista Porto unter Vertrag.

## Laufbahn
Der in Bissau im heutigen Guinea-Bissau geborene Adão begann seine Karriere dort. 1978 wechselte er nach Portugal zum Erstligisten Boavista Porto, bei dem er bis 1989 oder 1990 spielte. Seine Karriere beendete er 1991 beim Zweitligisten Feirense.
Er gewann in seiner Karriere keine Titel.